# Abdellatif Baka
Abdellatif Baka (El Eulma, 7 maggio 1994) è un atleta paralimpico algerino, specializzato nel mezzofondo.
Ha conquistato due medaglie d'oro a livello paralimpico, ai XIV Giochi paralimpici estivi di Londra e ai XV Giochi paralimpici estivi di Rio de Janeiro. In quest'ultima competizione, ha conquistato la medaglia d'oro nel 1500 mt, classe T13, facendo registrare un tempo migliore dell'atleta vincitore della medesima disciplina nell'olimpiade per normodotati.